# François de Damas-Crux
Pour les articles homonymes, voir Damas (homonymie) et Crux (homonymie).
Pour les autres membres de la famille, voir Maison de Damas.
François de Damas-Crux (Château de Crux (Crux-la-Ville, Nivernais), 25 août 1739 – Nevers (Nièvre), 4 mars 1829), est un prélat et homme politique français des XVIIIe et XIXe siècles.

## Biographie
Issu de la maison de Damas, François de Damas-Crux était le fils cadet de Louis Alexandre de Damas, comte de Crux (mort en 1763) et de Marie-Louise (vers 1714 - après 1754), fille de François-Charles, marquis de Menou (1671-1731), brigadier des armées du roi. Son frère, le comte Louis-Étienne-François de Damas-Crux, est fait pair de France sous la première Restauration.
Il entra dans les ordres. Chanoine et vicaire général du diocèse de Nevers, trésorier puis doyen du chapitre, abbé de Saint-Léon de Toul, abbé commendataire d'Élan, il parvint aux dignités de grand-vicaire et curé-doyen de la cathédrale de Nevers.
Le bailliage de Saint-Pierre-le-Moutier (généralité de Moulins) le nomma, le 25 mars 1789, député du clergé aux États généraux. Mais l'abbé François de Damas-Cruz ne se rallia pas aux idées nouvelles, et donna bientôt sa démission (29 juillet 1789). Il fut remplacé par Dom Abel Lespinasse, prieur de Saint-Pierre-le-Moutier.
À son retour de l'émigration, il recouvra, sous la Restauration française, ses dignités ecclésiastiques. En octobre 1822, il fut attaché au sceau des titres.

## Armoiries
D'or, à la croix ancrée de gueules,.
- Timbre : Casque couronné[5].